# Wicko (gemeente)
De gemeente Wicko is een landgemeente in het Poolse woiwodschap Pommeren, in powiat Lęborski.
De gemeente bestaat uit 12 administratieve plaatsen sołectwo: Białogarda, Charbrowo, Gęś, Łebieniec, Maszewko, Nowęcin, Sarbsk, Szczenurze, Wicko, Wojciechowo, Wrzeście, Żarnowska
De zetel van de gemeente is in Wicko.
Op 30 juni 2004 telde de gemeente 5462 inwoners.

## Oppervlakte gegevens
In 2002 bedroeg de totale oppervlakte van gemeente Wicko 216,08 km², waarvan:
- agrarisch gebied: 43%
- bossen: 30%

De gemeente beslaat 30,56% van de totale oppervlakte van de powiat.

## Demografie
Stand op 30 juni 2004:
| Omschrijving                   | Totaal | Totaal | Vrouwen | Vrouwen | Mannen | Mannen |
| ------------------------------ | ------ | ------ | ------- | ------- | ------ | ------ |
| eenheid                        | aantal | %      | aantal  | %       | aantal | %      |
| inwoners                       | 5462   | 100    | 2746    | 50,3    | 2716   | 49,7   |
| bevolkingsdichtheid (inw./km²) | 25,3   | 25,3   | 12,7    | 12,7    | 12,6   | 12,6   |

In 2002 bedroeg het gemiddelde inkomen per inwoner 1538,04 zł.

## Plaatsen zonder de statussołectwo
- Bargędzino, Bieśno, Cegielnia Charbrowska, Charbrowski Bór, Dymnica, Gąska, Górka, Komaszewo, Kopaniewo, Krakulice, Lucin, Nieznachowo, Podróże, Poraj, Przybrzeże, Roszczyce, Sądowo, Skarszewo, Steknica, Strzeszewo, Szczenurze-Kolonia, Ulinia, Wrześcienko, Zachacie en Zdrzewno

## Aangrenzende gemeenten
Choczewo, Główczyce, Łeba, Nowa Wieś Lęborska, Smołdzino